# L'Audiernais
L'Audiernais est un bateau de charge de type gabare, construit en 1936 à Audierne dans le Finistère au chantier naval Émile Morvan.
C'est un ketch mixte, voiles et moteur, au gréement aurique, avec un moteur Bolinder (35 ch) à l'origine.
Son immatriculation est : LR 300121 U (La Rochelle). 
L'Audiernais fait l’objet d’un classement au titre objet des monuments historiques depuis le 2 novembre 1988.

## Histoire
L'Audiernais a été construit en 1936-1937 pour la Société de bornage audiernais. Il faisait du cabotage pour cette société jusqu'en 1952, avec un équipage de 4 à 6 hommes. Il pouvait transporter jusqu'à 50 tonnes de charge. Il était immatriculé au quartier maritime d'Audierne.
Il transporta du charbon pour Audierne, du vin en tonneaux pour Brest, du bois en provenance de la rivière de Landévennec, du sel de l'île de Noirmoutier.
En 1968, il est équipé pour la pêche à la langouste. Sa cale est lestée avec 20 tonnes de sable et un vivier y est installé. Il fera cette pêche côtière jusqu'en fin 1974 en étant immatriculé au quartier maritime de Morlaix.
En 1986, il subit des transformations et des aménagements intérieurs pour du transport de passagers avec une homologation de « NUC: Navire de plaisance à Utilisation Commerciale ». Il pratiquera la navigation côtière jusqu'en 1996.

## Restauration
En 1998, L'Audiernais est mis en cale-sèche dans les locaux de l'association "Les Chantiers Tramasset" au Tourne en Gironde pour une expertise avant restauration. 
Cette restauration sera entreprise en plusieurs tranches successives pour permettre à cette entreprise de continuer ses travaux d'entretien et de construction de bateaux traditionnels de pêche et de plaisance de la région. 
- 1re tranche : remplacement et pose de nouvelles membrures de chêne (novembre 2000 à avril 2001)
- 2e tranche : remplacement  et pose d'une nouvelle étrave (de février à mars 2001)
- 3e tranche : remplacement et reprise totale de la voûte (novembre et décembre 2001)
- 4e tranche : reprise des serres (février 2002)
- 5e tranche : reprise des barrots et des plats-bords (octobre à novembre 2002)
- 6e tranche : pose des bordages de la coque (janvier à décembre 2003) qui a souffert de sa longue mise hors d'eau.
- 7e tranche : remplacement et pose d'une nouvelle quille en chêne (janvier 2004), à la place d'un ressemelage, car celle-ci était trop usée.
- 8e tranche : pose d'un pontage en sapin rouge (mai 2004)
- 9e tranche : travaux d'étanchéité et de finitions (juin et juillet 2004).

Sa remise à l'eau fut effectuée le 31 juillet 2004. Homologué pour le transport de passagers, il fut basé à Pauillac en Gironde d'où il navigua pour le compte de la société Delphinus. Après avoir séjourné au Port-Rhu de Douarnenez, il est dorénavant basé à Port-Launay.